# Izet Nanić
Izet Nanić (4. listopada 1965. – 5. kolovoza 1995.) bio je zapovjednik 505. Bužimske brigade 5. korpusa Armije RBiH.
Izet Nanić je rođen u Bužimu, od majke Rasime i oca Ibrahima, kao drugi od sedam sinova. Osnovnu školu je završio u Bužimu s odličnim uspjehom, a srednju vojnu (opću) školu završio je u Zagrebu 1984. godine. Po završetku srednje škole upisuje Vojnu akademiju u Beogradu (smjer RV PVO) gdje provodi dvije godine (1984. – 1986.) te jednu godinu u Sarajevu. Vojnu akademiju završava u Zagrebu 1987. godine.

#### Brak i djeca
Oženio se 06.08.1987. godine Sefijom (djev. Remetić) iz Varoške Rijeke. U braku su dobili troje djece: kćerku Izetu (1988.), sina Nevzeta (1991.) i sina Ibrahima (1993.).

#### Ratna povijest
Svoje službovanje u bivšoj JNA, kao poručnik RV PVO, provodi u Kragujevcu da bi nakon 4. godine rada prozreo velikosrpske politike napušta JNA na početku srpske agresije 1992. godine. Nakon napuštanja JNA dolazi s porodicom u Bužim, gdje počinje aktivno sudjelovati u organizaciji obrane i formiranju prvih vojnih jedinica. Formira ŠTO, a 1. kolovoza 1992. godine postavljen je na dužnost komadanta ŠTO Bužim. Osnivač je 105. Bužimske udarne krajiške brigade koja je formirana 15. kolovoza 1992. godine (kasnije 105. BUMB – 505. Viteška mtbr). Formira specijalne jedinice ČSN-BSN «Hamza» i DIV «Gazije» 5. korpusa Armije BiH.

#### Smrt
Dana 5. kolovoza 1995. godine Hrvatska vojska pokrenula je operaciju “Oluja” s ciljem oslobađanja teritorije Republike Hrvatske. Strateški cilj svih jedinica 5. korpusa bio je spajanje s jedinicama hrvatske vojske. 505. viteška brigada razbija neprijateljske linije na Čorkovaći i kreće prema Dvoru na Uni.
Posmrtno mu je dodijeljeno priznanje "Orden heroja oslobodilačkog rata" 1998. godine i unaprijeđen je u čin brigadnog generala.

## Vanjske poveznice
- [neaktivna poveznica] na heroji.ba